# Ara ararauna
Ara ararauna (Ara ararauna) je velký papoušek z rodu Ara.

## Taxonomie
Tento druh popsal v roce 1758 švédský přírodovědec Carl Linné v desátém vydání díla Systema Naturae. Umístil ho do rodu Psittacus spolu se všemi ostatními druhy papoušků pod binomickým jménem Psittacus ararauna. Tento ara je jedním z osmi žijících druhů rodu Ara poprvé navrhnutým v roce 1799 francouzským přírodovědcem Bernardem Germainem de Lacépèdem. Rodové jméno Ara pochází z označení ará v jazyce Tupi znamenajícím ara. Slovo je onomatopeické a odkazuje na hlasové projevy. Druhové jméno ararauna pochází ze slova Arára úna v jazyce Tupi znamenajícím "velký tmavý papoušek" čímž označují aru hyacintového. Slovo ararauna bylo použito německým přírodovědcem Georgem Marcgravem v jeho práci Historia Naturalis Brasiliae. Tento druh je monotypický, žádné poddruhy nejsou rozlišovány.

## Popis
Dorůstá 76–86 cm a váží 900–1300 g. Patří tak k větším druhům arů. Je velmi výrazně zbarven. Celou přední část těla má žlutou, zadní modrou a na hlavě má kolem očí velkou lysinu. Zobák je velmi mohutný, svrchní část je hákovitě zahnutá, spodní část je značně pohyblivá.

## Výskyt
Vyskytuje se v tropických lesích na rozsáhlém území Jižní Ameriky v rozmezí od Trinidadu a Venezuely jižně až po Brazílii, Bolívii, Kolumbii a Paraguay. Částečně zasahuje také do Střední Ameriky, konkrétně na území Panamy. 

## Potrava
Živí se plody, ořechy a kokosovými ořechy. Za potravou létá až 25 kilometrů daleko. Arové létají na odkryté jíloviště kde konzumují jíl pro neutralizaci toxických látek v žaludku, proto mohou konzumovat nezralé a toxické ovoce.

## Hnízdění

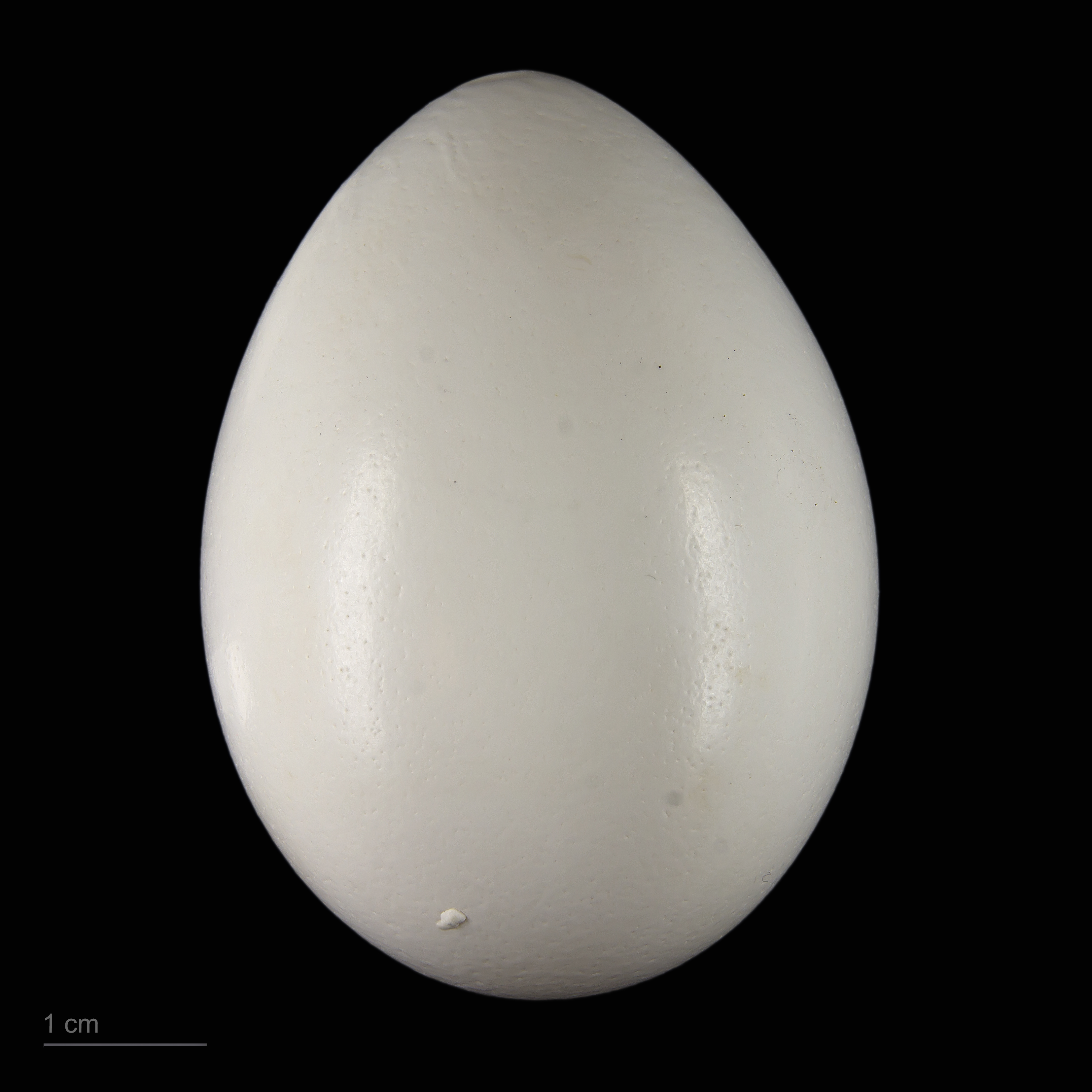
Ara ararauna

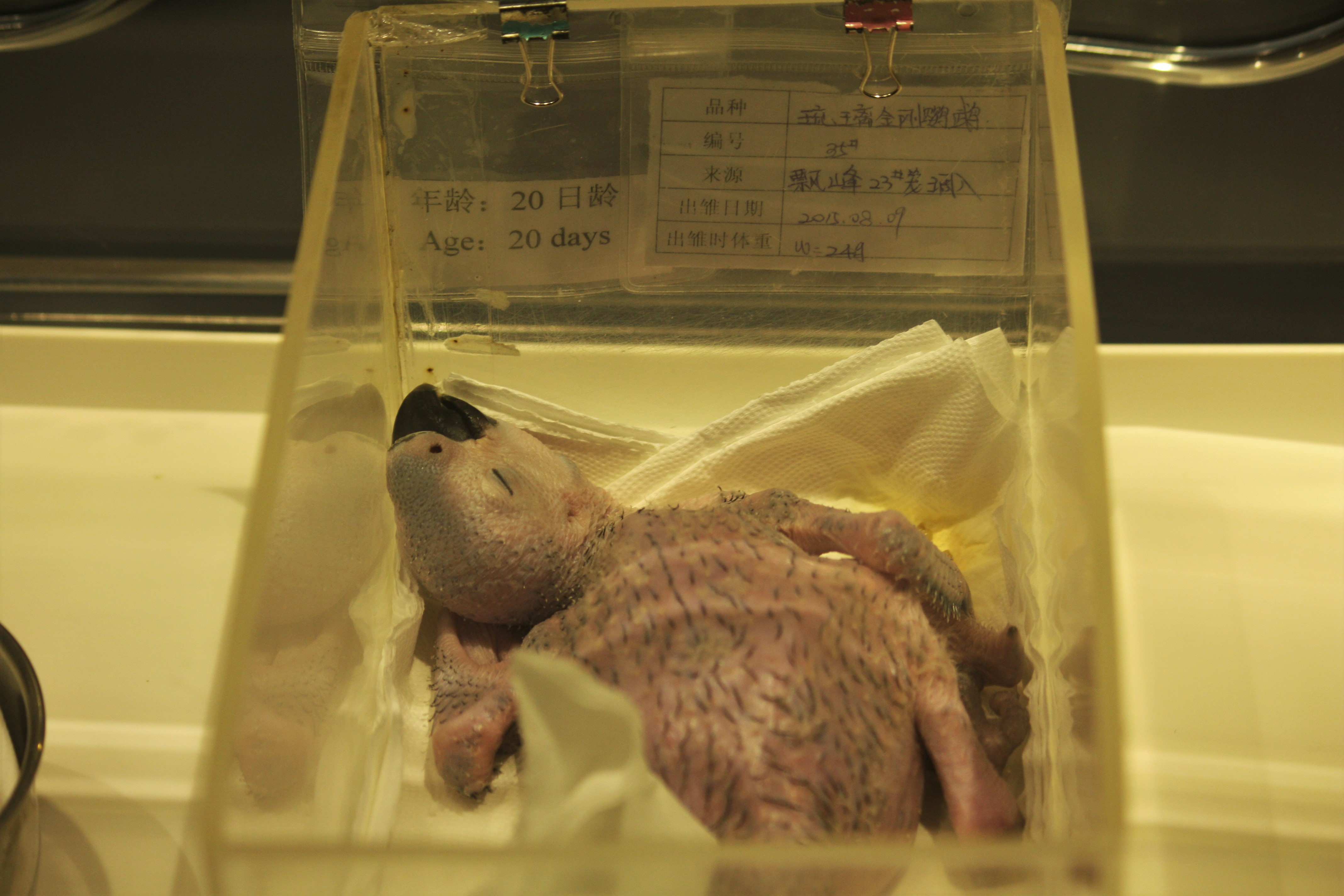
Mládě ary ararauna ve věku 20 dní

Je monogamní, páry přitom tvoří zpravidla na celý život. Hnízdí v dutinách stromů, nejčastěji v palmě Mauritia flexulosa a snáší 2 - 3 vejce. Mláďata se líhnou holá a slepá po 28 dnech a peří jim naroste až po 10 týdnech. Vylétají přibližně po 97 dnech po vylíhnutí. Všichni arové jsou dlouhověcí ptáci, v zajetí se dožívají více než 50 let.

## Stav ohrožení
Ačkoli je populace žijící v Trinidadu považována za ohroženou a v Paraguay druh stojí již na hranici vyhubení, v Červeném seznamu IUCN stále spadá do kategorie málo dotčených druhů. Jeho volně žijící populace nebyla sečtena ale věří se že čítá okolo 10 000 jedinců a klesá. Je zařazen v CITES příloze II. a obchod s ním je omezený.

## Chov v zajetí
Jedná se o velmi oblíbeného klecového ptáka. Ara ararauna je často chován ve voliérách v zoologických zahradách, jako třeba v Zoo Brno, Zoo Liberec, Zoo Jihlava, Zoo Plzeň, Zoo Tábor nebo v Zoo Zlín či v Zoo Chleby.

## Galerie

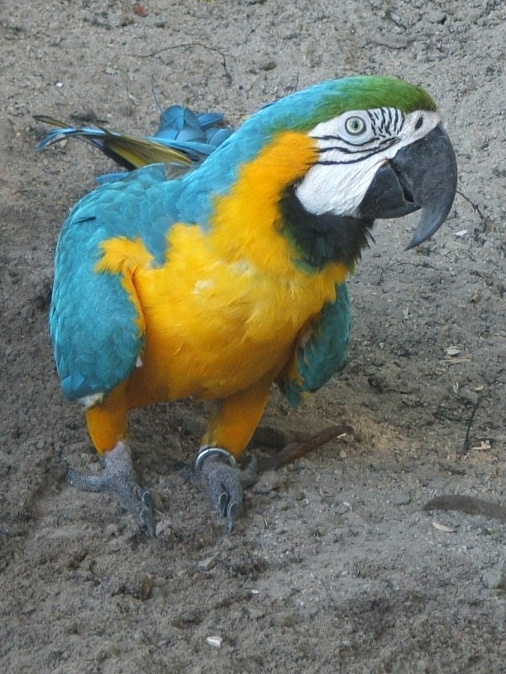
Ara ararauna zblízka
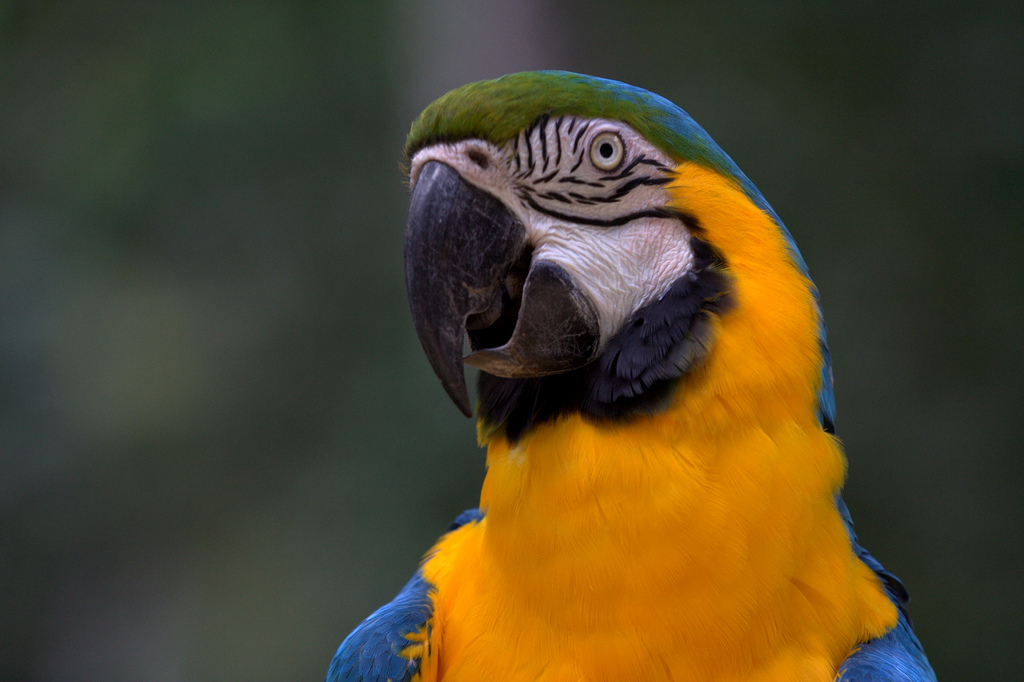
Portrét ary ararauna
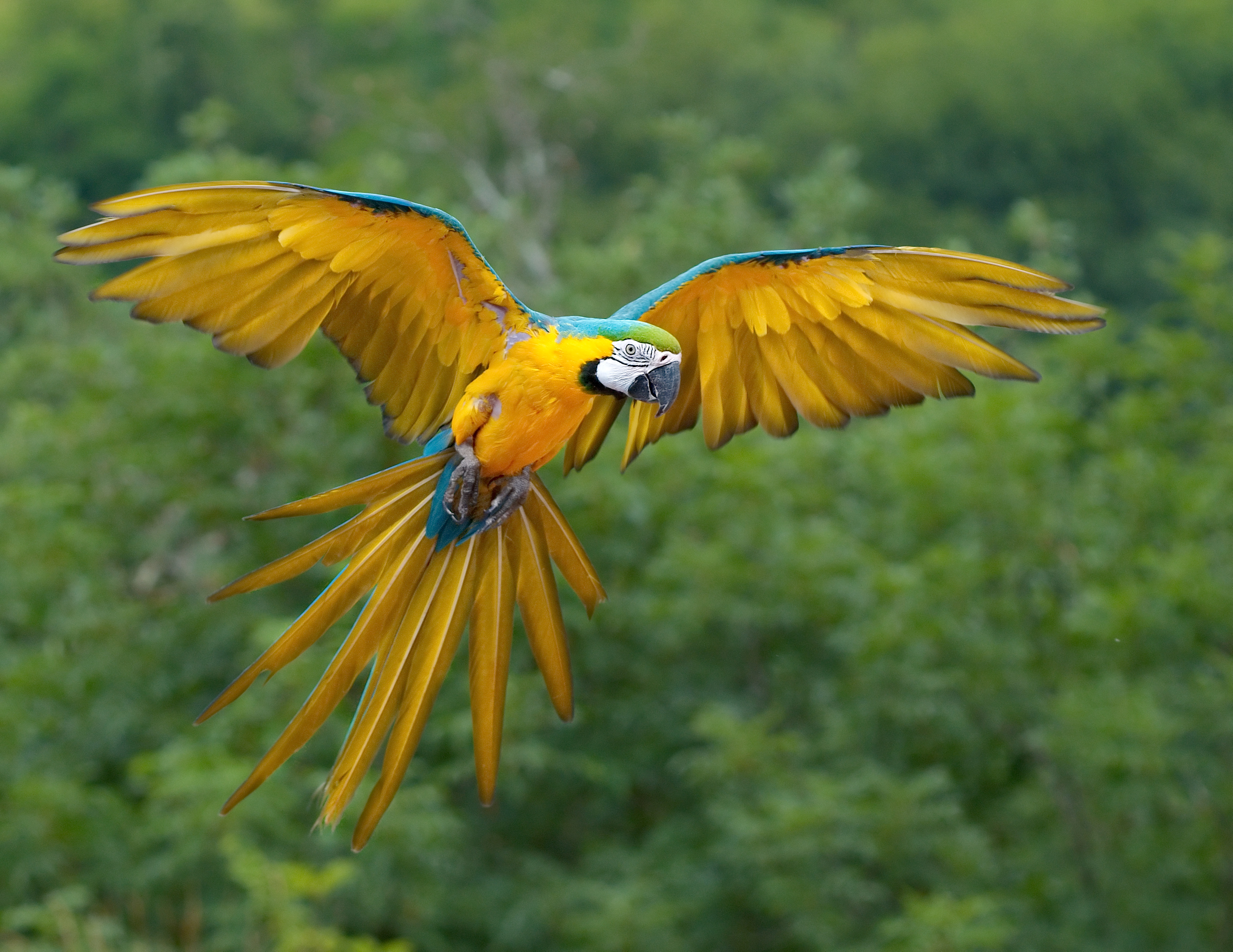
Letící ara ararauna
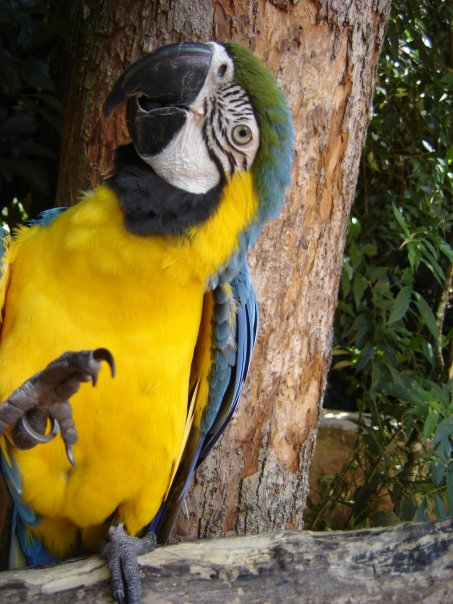
Ara ararauna dožadující se pozornosti